# Eurre
Pour les articles ayant des titres homophones, voir Eure, Heure (homonymie), Heures et EUR.
Eurre est une commune française située dans le département de la Drôme, en région Auvergne-Rhône-Alpes.

## Géographie

### Localisation
Eurre se situe dans la vallée de la Drôme, entre Valence et Crest, au sommet d'une colline. La commune est rattachée à la Communauté de communes du Val de Drôme.

### Hydrographie
La partie méridionale du territoire de la commune est bordé par le Drôme, un affluent, en rive gauche, du Rhône.

### Climat
Pour des articles plus généraux, voir Climat d'Auvergne-Rhône-Alpes et Climat de l'Eure.
En 2010, le climat de la commune est de type climat méditerranéen altéré, selon une étude du CNRS s'appuyant sur une série de données couvrant la période 1971-2000. En 2020, Météo-France publie une typologie des climats de la France métropolitaine dans laquelle la commune est dans une zone de transition entre le climat de montagne et le climat méditerranéen et est dans la région climatique  Moyenne vallée du Rhône, caractérisée par un bon ensoleillement en été (fraction d’insolation > 60 %), une forte amplitude thermique annuelle (4 à 20 °C), un air sec en toutes saisons, orageux en été, des vents forts (mistral), une pluviométrie élevée en automne (250 à 300 mm). 
Pour la période 1971-2000, la température annuelle moyenne est de 12,8 °C, avec une amplitude thermique annuelle de 17,8 °C. Le cumul annuel moyen de précipitations est de 919 mm, avec 7,3 jours de précipitations en janvier et 5 jours en juillet. Pour la période 1991-2020, la température moyenne annuelle observée sur la station météorologique de Météo-France la plus proche, sur la commune de Guillonville à 450 km à vol d'oiseau, est de 11,4 °C et le cumul annuel moyen de précipitations est de 617,9 mm,. Pour l'avenir, les paramètres climatiques de la commune estimés pour 2050 selon différents scénarios d'émission de gaz à effet de serre sont consultables sur un site dédié publié par Météo-France en novembre 2022.

## Urbanisme

### Typologie
Au 1er janvier 2024, Eurre est catégorisée commune rurale à habitat dispersé, selon la nouvelle grille communale de densité à 7 niveaux définie par l'Insee en 2022.
Elle appartient à l'unité urbaine de Crest, une agglomération intra-départementale dont elle est une commune de la banlieue,. Par ailleurs la commune fait partie de l'aire d'attraction de Valence, dont elle est une commune de la couronne,. Cette aire, qui regroupe 71 communes, est catégorisée dans les aires de 200 000 à moins de 700 000 habitants,.

### Occupation des sols
L'occupation des sols de la commune, telle qu'elle ressort de la base de données européenne d’occupation biophysique des sols Corine Land Cover (CLC), est marquée par l'importance des territoires agricoles (60,9 % en 2018), en diminution par rapport à 1990 (70 %). La répartition détaillée en 2018 est la suivante : 
terres arables (52 %), forêts (28,4 %), zones agricoles hétérogènes (8,9 %), zones urbanisées (4,5 %), zones industrielles ou commerciales et réseaux de communication (3,3 %), espaces ouverts, sans ou avec peu de végétation (1,6 %), eaux continentales (1,3 %). L'évolution de l’occupation des sols de la commune et de ses infrastructures peut être observée sur les différentes représentations cartographiques du territoire : la carte de Cassini (XVIIIe siècle), la carte d'état-major (1820-1866) et les cartes ou photos aériennes de l'IGN pour la période actuelle (1950 à aujourd'hui).

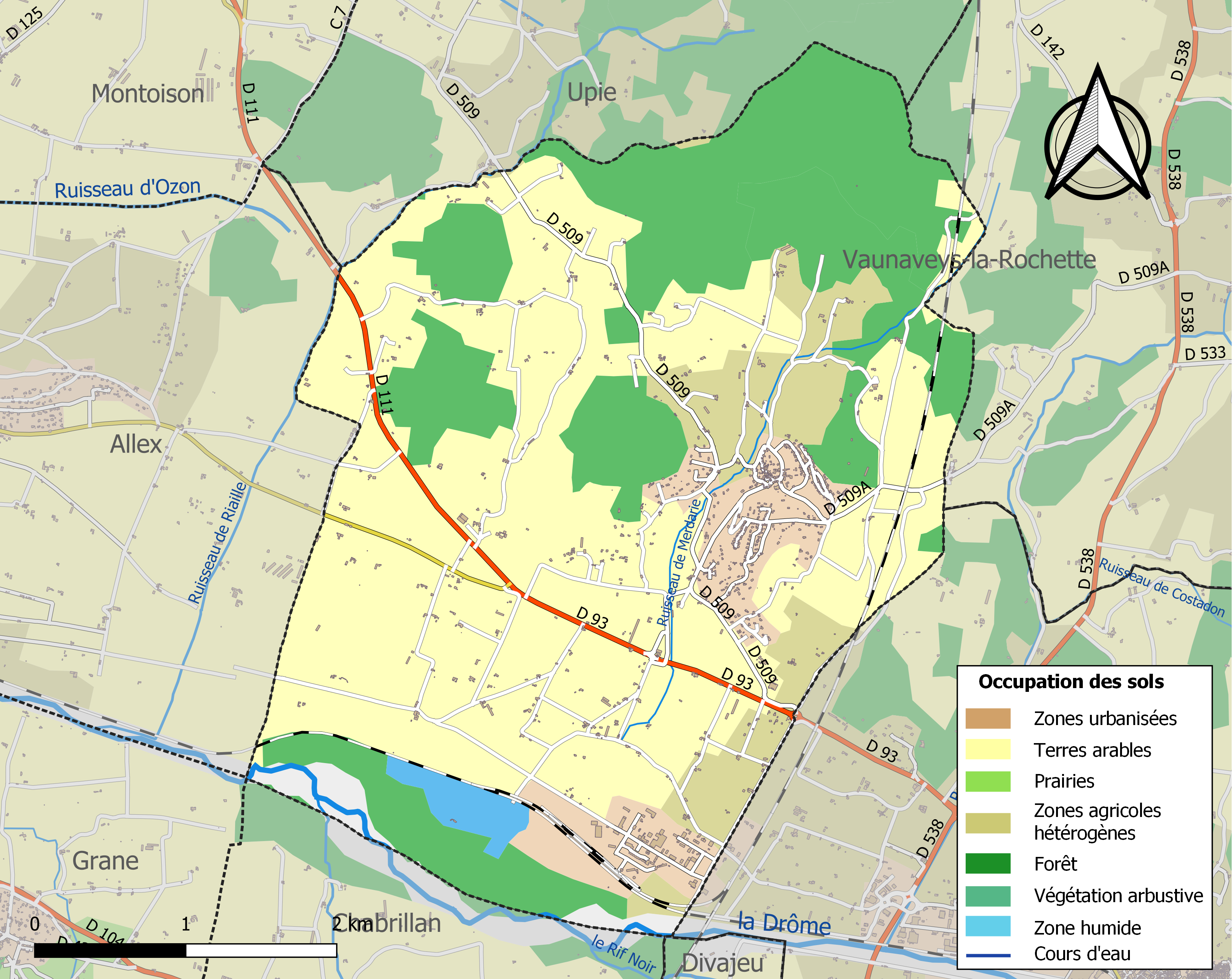
Carte des infrastructures et de l'occupation des sols de la commune en 2018 (CLC).

### Morphologie urbaine

#### Quartiers, hameaux et lieux-dits
Site Géoportail (carte IGN) :
- André
- Barnaud
- Belle
- Bergère
- Bois Vieux
- Boubousson
- Bramefan
- Brette
- Breyton
- Briançon
- Brun
- Brunelle
- Casse
- Chanas
- Chapelon
- Chastelane
- Chionne
- Chiron
- Combe
- Comborie
- Coste
- Cotte
- Crozat
- Demortière
- Dupré
- Écosite du Val de Drôme
- Eyraud
- Faure
- Fermond
- Feysse
- Freysse
- Grand Jardin
- Grangeon
- Jouve
- la Maladière
- la Para
- la Potière
- la Saxonne
- la Tapie
- Laye
- le Colombier
- le Courrier
- le Grand Bâtiment
- le Prieuré
- les Blats
- les Calendres
- les Gamones
- les Maux
- les Montchauds
- les Payots
- les Ramières
- les Rouets
- les Saveaux
- les Siquets
- les Videaux
- Maillet
- Marc
- Mazabrard
- Meaux
- Mérillon
- Morel
- Passe-Rouet
- Pasturel
- Péroubois
- Pied de la Croix
- Pychebrand
- Rama
- Rey
- Rigaud
- Seigneur Dieu
- Senelle
- Sylvestre
- Trompe
- Vigier

Anciens quartiers, hameaux et lieux-dits :
- les Alloix est une ferme attestée en 1891[14].

## Toponymie

### Attestations
Horea, base de ravitaillement sur la voie romaine.
Dictionnaire topographique du département de la Drôme :
- 928 : villa que vocatur Ur (cartulaire de Cluny, 367) ;
- 1192 : Urre (cartulaire de Léoncel, 46) ;
- 1199 : Urrio (cartulaire de Die, 37) ;
- XVe siècle : Urro (pouillé de Valence) ;
- XVe siècle : mention de la paroisse : capella de Urro (rôle de décimes) ;
- 1449 : castrum Urri (choix de documents, 276) ;
- 1540 : Urrum (A. du Rivail, De Allobr., 81) ;
- 1549 : mention de la paroisse : cura Urri (rôle de décimes) ;
- XVIe siècle : Heurre et Hurre (rôles de tailles) ;
- 1891 : Eurre, commune du canton de Crest-Nord.

### Étymologie
Le toponyme Eurre serait issu d'un mot pré-celtique, *ura « eau », que l'on retrouve dans le basque ur « eau ». Dans la  toponymie catalane, ur, désigne un lieu où se trouve une source ou une rivière[source insuffisante].

## Histoire
Pour un article plus général, voir Histoire de la Drôme.

### Du Moyen Âge à la Révolution
La seigneurie :
- Au point de vue féodal, la terre (ou seigneurie) était du fief des comtes de Valentinois.
- Possession des Arnaud de Crest. Une des tours du château d'Eurre porta longtemps leur nom : Le chastel doulx Arnaulx (1465, archives de la Drôme, E 2479), La tour des Arnaudz (1542, inventaire de la chambre des comptes).
- 1200 : possession des Eurre. En 1266, François d'Eurre[15] donne une charte de libertés municipales aux habitants.
- 1540 : la terre passe (par héritage) aux Glane de Cugy.
- Milieu XVIIe siècle : elle retourne aux Eurre.
- Elle passe aux Vesc, derniers seigneurs.

1688 (démographie ) : 160 chefs de famille.
Avant 1790, Eurre était une communauté de l'élection, subdélégation et sénéchaussée de Valence.

Elle formait une paroisse du diocèse de Valence dont l'église était dédiée à saint Apollinaire. Les dîmes appartenaient au prieur du lieu (voir le Prieuré).

#### Le Prieuré Saint-Pierre
Dictionnaire topographique du département de la Drôme :
- XIVe siècle : Prioratus Sancti Petri de Urro (pouillé de Valence).
- 1470 : ad Sanctum Petrum in mandamento Urri (archives de la Drôme, E 1242).
- 1540 : Prioratus Urri (rôle de décimes).
- 1891 : Le Prieuré, ferme de la commune d'Eurre.

Ancien prieuré de l'ordre de Saint-Benoît (filiation de Cluny) fondé vers le Xe siècle et dont le titulaire avait les dîmes de la paroisse d'Eurre.

### De la Révolution à nos jours
En 1790, la commune est comprise dans le canton d'Allex. La réorganisation de l'an VIII (1799-1800) la fait entrer dans le canton de Crest-Nord.

## Politique et administration

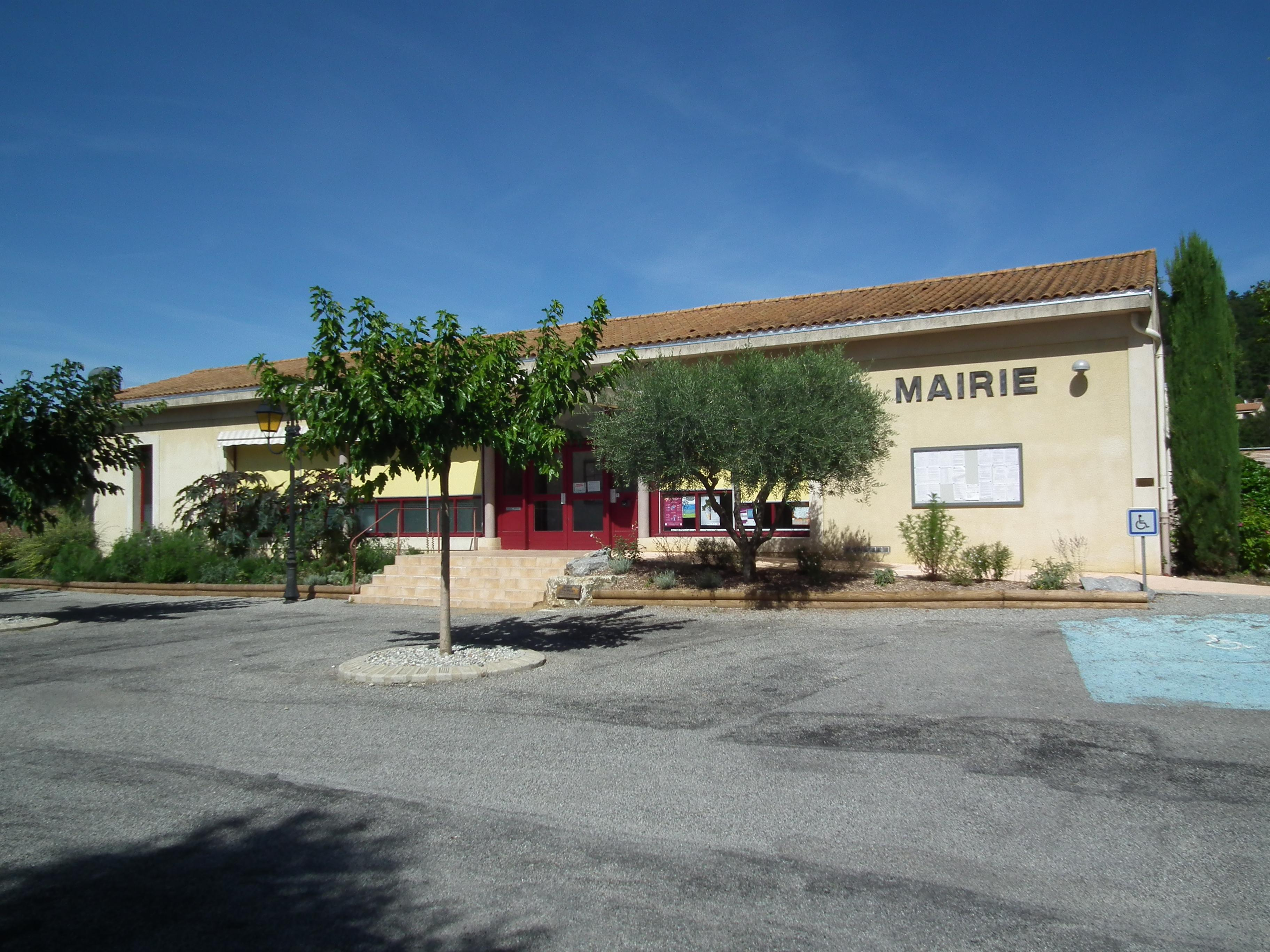
La mairie.

### Tendance politique et résultats

#### Résultats des dernières élections présidentielles (2etour)
Ministère de l'Intérieur[réf. nécessaire] :
- 2002 : Inscrits : 812 - Abst. : 11,70 % - Jacques Chirac : 555 voix (82,96 %) - Jean-Marie Le Pen : 114 voix (17,04 %).
- 2007 : Inscrits : 876 - Abst. : 8,33 % - Ségolène Royal : 381 voix (51,35 %) - Nicolas Sarkozy : 261 voix (48,65 %).
- 2012 : Inscrits : 945 - Abst. : 10,48 % - François Hollande : 436 voix (56,48 %) - Nicolas Sarkozy : 336 voix (43,52 %).
- 2017 : Inscrits :

### Liste des maires
| Période                                                                      | Période                       | Identité                         | Étiquette | Qualité                                                                                              |
| ---------------------------------------------------------------------------- | ----------------------------- | -------------------------------- | --------- | --- |
| Les données manquantes sont à compléter. : de la Révolution au Second Empire |                               |                                  |           | |
| 1790                                                                         | 1871                          | ?                                |           | |
| Les données manquantes sont à compléter. : depuis la fin du Second Empire    |                               |                                  |           | |
| 1871                                                                         | 1874                          | ?                                |           | |
| 1874                                                                         | 1878                          | ?                                |           | |
| 1878                                                                         | 1884                          | ?                                |           | |
| 1884                                                                         | 1888                          | ?                                |           | |
| 1888                                                                         | 1892                          | ?                                |           | |
| 1892                                                                         | 1896                          | ?                                |           | |
| 1896                                                                         | 1900                          | ?                                |           | |
| 1900                                                                         | 1904                          | ?                                |           | |
| 1904                                                                         | 1908                          | ?                                |           | |
| 1908                                                                         | 1912                          | ?                                |           | |
| 1912                                                                         | 1919                          | ?                                |           | |
| 1919                                                                         | 1925                          | ?                                |           | |
| 1925                                                                         | 1929                          | ?                                |           | |
| 1929                                                                         | 1935                          | ?                                |           | |
| 1935                                                                         | 1945                          | ?                                |           | |
| 1945                                                                         | 1947                          | ?                                |           | |
| 1947                                                                         | 1953                          | ?                                |           | |
| 1953                                                                         | 1959                          | ?                                |           | |
| 1959                                                                         | 1965                          | ?                                |           | |
| 1965                                                                         | 1971                          | ?                                |           | |
| 1971                                                                         | 1977                          | ?                                |           | |
| 1977                                                                         | 1983                          | ?                                |           | |
| 1983                                                                         | 1989                          | ?                                |           | |
| 1989                                                                         | 1995                          | ?                                |           | |
| 1995                                                                         | 2001                          | ?                                |           | |
| 2001                                                                         | 2008                          | Jean Serret                      | PS        | retraité (enseignement) conseiller général puis départemental président de la Communauté de Communes |
| 2008                                                                         | 2014                          | Jean Serret                      |           | maire sortant                                                                                        |
| 2014                                                                         | 2020                          | Jean Serret                      |           | maire sortant                                                                                        |
| 2020                                                                         | En cours (au 24 février 2021) | Jean Serret[source insuffisante] |           | maire sortant                                                                                        |

## Population et société

### Démographie
L'évolution du nombre d'habitants est connue à travers les recensements de la population effectués dans la commune depuis 1793. Pour les communes de moins de 10 000 habitants, une enquête de recensement portant sur toute la population est réalisée tous les cinq ans, les populations de référence des années intermédiaires étant quant à elles estimées par interpolation ou extrapolation. Pour la commune, le premier recensement exhaustif entrant dans le cadre du nouveau dispositif a été réalisé en 2004.

En 2022, la commune comptait 1 426 habitants, en évolution de +9,27 % par rapport à 2016 (Drôme : +2,64 %, France hors Mayotte : +2,11 %).
| 1793 | 1800 | 1806 | 1821 | 1831 | 1836  | 1841  | 1846  | 1851  |
| ---- | ---- | ---- | ---- | ---- | ----- | ----- | ----- | ----- |
| 795  | 656  | 756  | 750  | 989  | 1 003 | 1 020 | 1 024 | 1 082 |

| 1856  | 1861  | 1866  | 1872  | 1876  | 1881  | 1886 | 1891 | 1896 |
| ----- | ----- | ----- | ----- | ----- | ----- | ---- | ---- | ---- |
| 1 039 | 1 121 | 1 037 | 1 065 | 1 069 | 1 011 | 942  | 858  | 871  |

| 1901 | 1906 | 1911 | 1921 | 1926 | 1931 | 1936 | 1946 | 1954 |
| ---- | ---- | ---- | ---- | ---- | ---- | ---- | ---- | ---- |
| 852  | 824  | 815  | 735  | 678  | 676  | 624  | 597  | 610  |

| 1962 | 1968 | 1975 | 1982 | 1990 | 1999  | 2004  | 2006  | 2009  |
| ---- | ---- | ---- | ---- | ---- | ----- | ----- | ----- | ----- |
| 661  | 684  | 643  | 817  | 923  | 1 018 | 1 074 | 1 091 | 1 126 |

| 2014  | 2019  | 2022  | - | - | - | - | - | - |
| ----- | ----- | ----- | - | - | - | - | - | - |
| 1 262 | 1 387 | 1 426 | - | - | - | - | - | - |

### Enseignement
La commune possède une école.

### Manifestations culturelles et festivités
- Fête : début octobre[15].

### Médias
Le territoire de la commune se situe dans l'aire de diffusion de plusieurs médias :
- Presse écrite
  - Le Crestois, hebdomadaire de la vallée de la Drôme.
  - Le Dauphiné libéré, quotidien régional qui consacre, chaque jour, y compris le dimanche, dans son édition de « Valence-Drôme » un ou plusieurs articles à l'actualité du canton et de la commune, ainsi que des informations sur les éventuelles manifestations locales, les travaux routiers, et autres événements divers à caractère local.
  - L'Agriculture Drômoise, journal d'informations agricoles et rurales, couvre l'ensemble du département de la Drôme.
  - Drôme Hebdo (ancien Peuple Libre), hebdomadaire chrétien d'informations.
- Presse audio-visuelle
  - Radio Saint Ferréol est une radio locale émise depuis Crest.
  - Ici Drôme Ardèche est une radio publique diffusée sur son territoire.

### Cultes

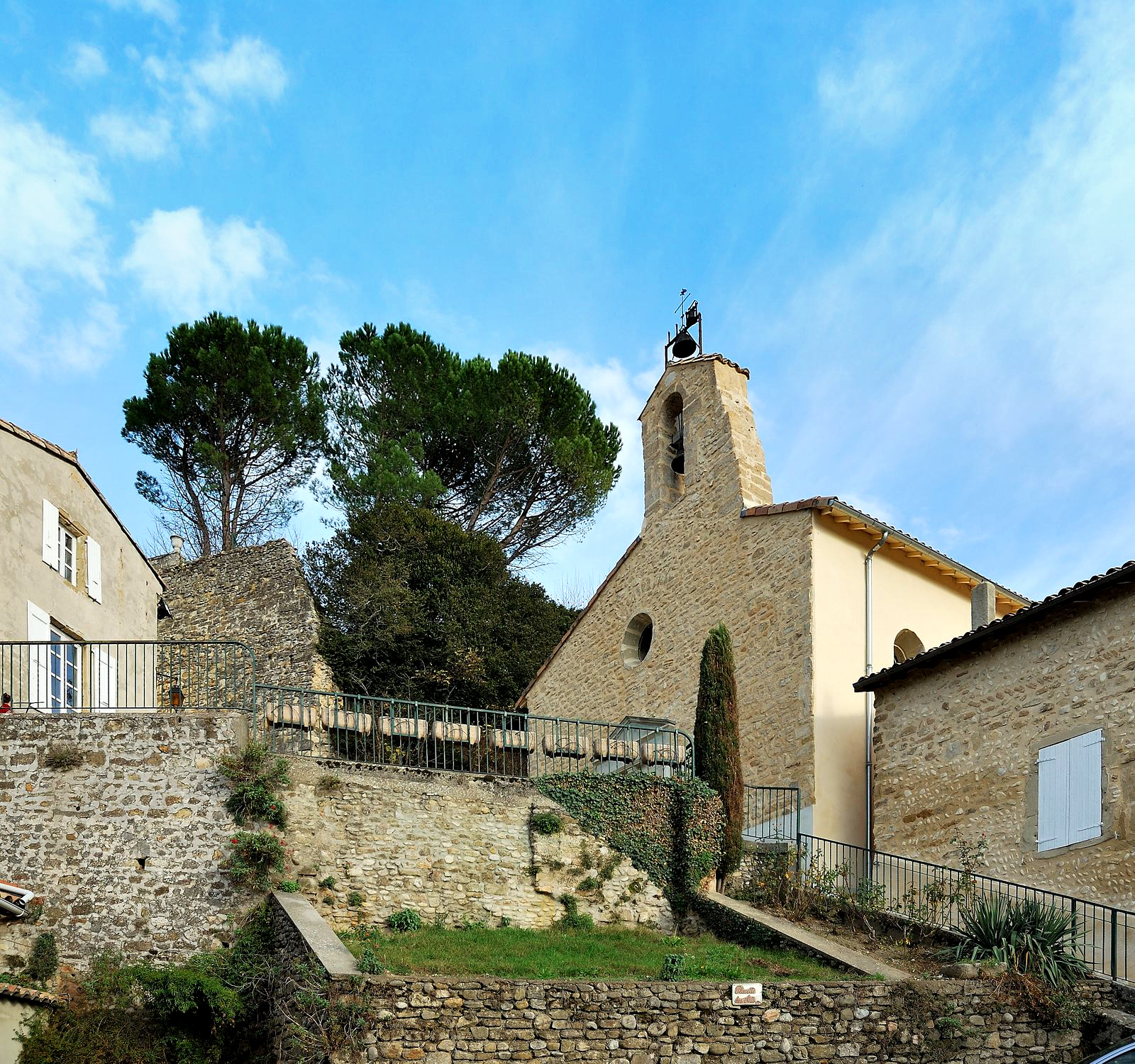
L'église d'Eurre.

L'église paroissiale et la communauté catholique de la commune relèvent de la Paroisse Sainte Famille du Crestois dont la maison paroissiale est située à Crest. Cette paroisse est rattachée au diocèse de Valence

## Économie

### Agriculture
En 1992 : céréales, vergers, volailles, bovins, ovins, porcins.

## Culture locale et patrimoine

### Lieux et monuments
- Château féodal remanié : façade du XVIe siècle[15].
- Vestiges de remparts[15].
- Église Saint-Apollinaire d'Eurre du XIXe siècle[15].

### Patrimoine naturel
- Panorama sur la vallée de la Drôme et les contreforts du Vercors[15].
- Réserve naturelle nationale des Ramières du Val de Drôme

### Héraldique, logotype et devise
|  | Eurre possède des armoiries dont l'origine et le blasonnement exact ne sont pas disponibles. |